# Reinigungsmanagement
Reinigungsmanagement bezeichnet alle Funktionen oder Aufgaben des Managements in Unternehmen zur Planung, Organisation, Führung und Kontrolle von Reingungsleistungen.

## Aufgaben
Dabei können diese Aufgaben sowohl beim Reinigungsunternehmen selbst als auch bei einem auftraggebenden Unternehmen angesiedelt sein.
Reinigungsleistungen sind als komplex anzusehen. Insbesondere die Steuerung dieser Leistungen, vornehmlich die Organisation der Arbeitsprozesse, ist entscheidend für den Grad an Reinigungseffizienz sowie hygienischer und visueller Reinigungsqualität.

## Grundlagen
Basis des Reinigungsmanagements sind die korrekten Raumdaten in Quadratmetern, getrennt nach Nutzungsgruppen (wie z. B. Sanitärflächen, Verkehrsflächen u. w.). Die Bedeutung des Reinigungsmanagements spiegelt sich in der Normierung dieses Marktsegments wider. Allein für die Schulreinigung wurde die DIN 77400 – Reinigungsdienstleistungen in Schulgebäuden, Anforderungen an die Reinigung – entwickelt.